# کلبجر
کَلبَجَر (به ترکی آذربایجانی: Kəlbəcər‎) یا کاراواجار (به ارمنی: Քարվաճառ) شهری در شهرستان کلبجر جمهوری آذربایجان می‌باشد. این شهر پیشتر در استان شاهومیان جمهوری آرتساخ واقع شده بود. جمعیت این شهر بر اساس سرشماری سال ۱۹۸۹ میلادی، ۷٫۲۴۶ نفر و بر اساس سرشماری سال ۲۰۰۸ میلادی، ۵۳۳ بوده‌است.

## تاریخچه

### درگیری ناگورنو قره‌باغ (۲۰۲۰) و توافقنامه آتش‌بس
این شهر برابر سازش سه جانبه جمهوری آذربایجان، روسیه و جمهوری ارمنستان روز ۲۵ نوامبر از نیروهای ارتش ارمنستان تخلیه و به ارتش جمهوری آذربایجان تحویل داده شد.